# Bindungstoleranz
Bindungstoleranz, auch Umgangsloyalität, jedoch in Abgrenzung zur Bindungsfürsorge, ist ein Begriff aus der Rechtspsychologie und dem Familienrecht. Er hat, neben Aspekten wie Erziehungsfähigkeit, Kontinuitätsprinzip und Kindeswille eine wichtige Bedeutung für familienrechtspsychologische Gutachten und Entscheidungen der Familiengerichte zum Sorgerecht und Umgangsrecht. Der rechtliche Grundsatz für die Bindungstoleranz ergibt sich in der deutschen Gesetzgebung aus den §§ 1618a, 1626 Abs. 3 und 1684 Abs. 2 BGB.
Der Rechtspsychologe Joseph Salzgeber gibt folgende Definition: „Bindungstoleranz, gelegentlich synonym mit Umgangsloyalität gebraucht, verpflichtet Familienrichter und Sachverständige zu überprüfen, welcher Elternteil am ehesten die Einsicht besitzt, dass es für das Kindeswohl wesentlich ist, den Kontakt zum getrennt lebenden Elternteil zuzulassen.“ Der Begriff geht auf den Psychologen Uwe Tewes 1992 zurück.
Wasilios E. Fthenakis, Renate Niesel und Hans-Rainer Kunze legten 1982 dar, dass „für die Zusprechung des Elternrechts der Elternteil am besten geeignet sei, der es am ehesten verkraften und in dem Bestreben kooperativ sein könne, den Kindern die Verbindung zu allen bedeutsamen Personen in ihrem Beziehungssystem zu erhalten“. Mangelnde Bindungstoleranz kann zur Umgangsverweigerung und letztlich zum Entfremdungssyndrom führen. Das Oberlandesgericht Frankfurt am Main entschied (Oberlandesgericht Frankfurt am Main, Beschluss vom 26. Oktober 2000, Az. 6 WF 168/00): „In hartnäckigen Umgangsrechts-Verweigerungsfällen (‚PAS‘) ist als letztes Mittel der Entzug der elterlichen Sorge gemäß § 1666 BGB in Betracht zu ziehen.“

## Kritik
Der Familientherapeut Peter Thiel kritisiert das „Phänomen, dass fehlende Bindungstoleranz des betreuenden Elternteils zur Abspaltung des anderen Elternteils aus der Bindungsrepräsentanz des Kindes führt, mit der Folge, dass das Kind den Kontakt zum außerhalb lebenden Elternteil früher oder später massiv ablehnt. Die bisher übliche Antwort vieler Familienrichter auf eine solche massive Verweigerungshaltung des Kindes war die Aussetzung des Umganges, was in der Regel auch einen jahrelangen oder auch lebenslangen Kontaktabbruch des Kindes zum außerhalb lebenden Elternteil bedeutet.“
Aus rechtspsychologischer Sicht kritisiert Temizyürek das Konstrukt der Bindungstoleranz als nicht hinreichend und verweist auf unterschiedliche, voneinander abgrenzbare Ausprägungen elterlichen Verhaltens hinsichtlich des Umgangs zwischen Kind und anderen Elternteil, die er als Bindungsfürsorge, Bindungstoleranz bzw. Bindungsblockade bezeichnet. Temizyürek vertritt die Auffassung, dass Familiengerichte, statt wie bisher die Genugvariante Bindungstoleranz, die Bestvariante Bindungsfürsorge als ein maßgebliches Kriterium ansetzen sollten.